# Deep Carbon Observatory
Il Deep Carbon Observatory (DCO) è un programma di ricerca iniziato nel 2009, progettato per studiare il ciclo del carbonio biologico nelle profondità della Terra. L’obiettivo è comprendere fino a che distanza dalla superficie terrestre sia possibile trovare qualche forma di vita elementare. Al programma partecipa una comunità di oltre mille scienziati, tra cui biologi, fisici, geologi e chimici.

## Risultati ricerca
- Nel dicembre 2018, i ricercatori hanno annunciato che una considerevole quantità di forme di vita, come batteri, archaea e altri microbi, vivono sottoterra fino a una profondità di almeno 5 km. Dichiarando che la vita in un ambiente estremo come quello delle profondità della Terra suggerisce che i microbi potrebbero abitare il sottosuolo di altri pianeti.[3]